# یانه استفانسون
یانه استفانسون (انگلیسی: Janne Stefansson؛ زادهٔ ۱۹ مارس ۱۹۳۵) اسکی‌باز صحرانوردی اهل سوئد بود.
وی در مسابقات کشوری و بین‌المللی در مجموع برندهٔ ۱ مدال طلا، ۱ مدال نقره شده‌است.